# Namegata
Namegata (Japans: 行方市, Namegata-shi) is een stad in de prefectuur Ibaraki op het eiland Honshu in Japan. De stad heeft een oppervlakte van 166,33 km² en medio 2008 bijna 39.000 inwoners. Namegata ligt aan het meer van Kasumigaura.

## Geschiedenis
Op 2 september 2005 werden de gemeentes Aso (麻生町, Asō-machi), Kitaura (北浦町, Kitaura-machi) en Tamatsukuri (玉造町, Tamatsukuri-machi) samengevoegd en ging de combinatie verder als de stad (shi) Namegata.

## Verkeer
Namegata ligt aan de autowegen 354 en 355.

## Geboren in Namegata
- Serizawa Kamo (芹沢鴨, Serizawa Kamo), samurai uit de negentiende eeuw
- Hiromi Nagasaku (永作博美, Nagasaku Hiromi), actrice
- Fukushiro Nukaga (額賀 福志郎, Nukaga Fukushirō), politicus van de LDP

## Aangrenzende steden

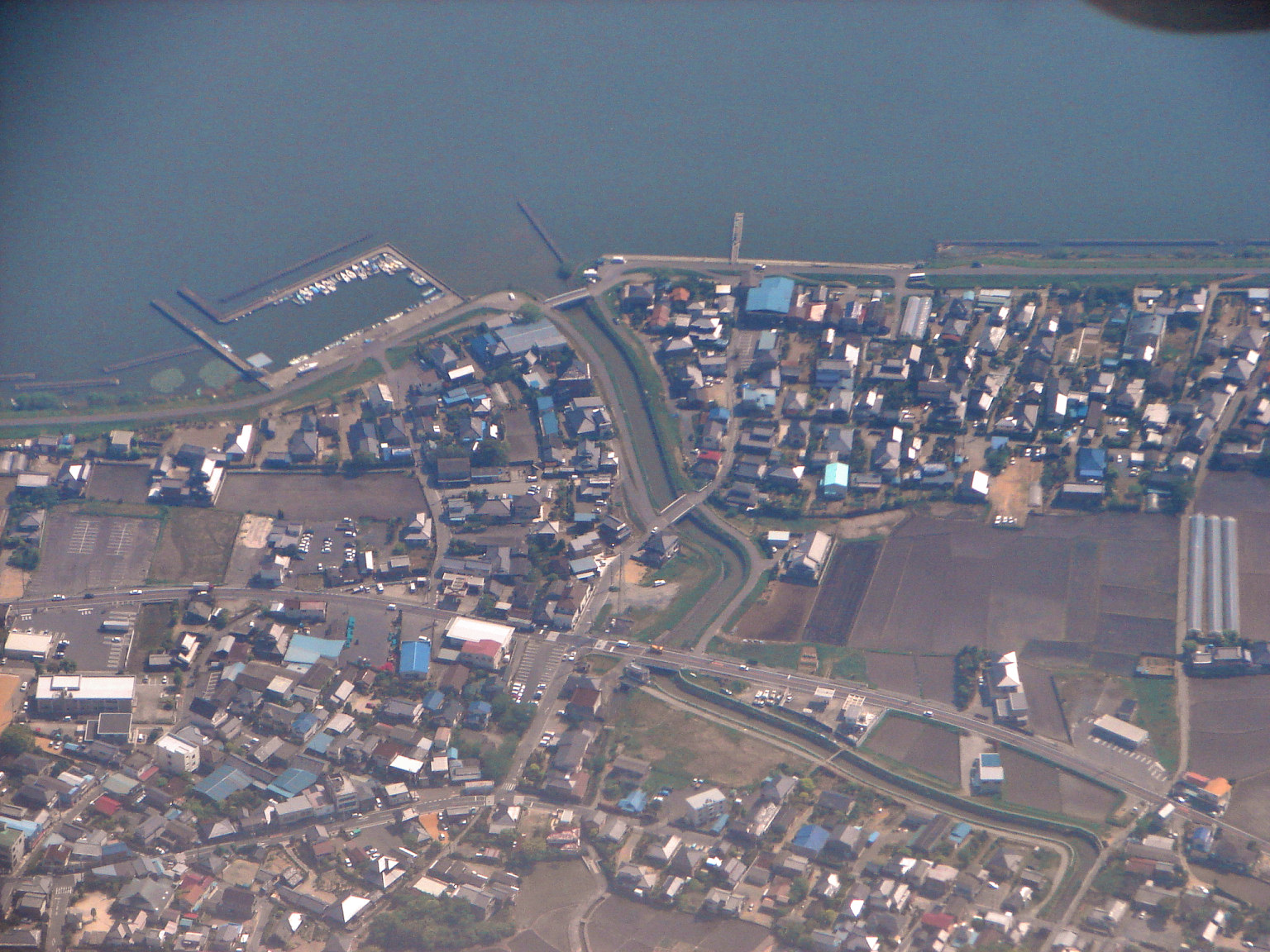
Namegata

- Hokota
- Itako
- Kashima
- Kasumigaura
- Omitama